# Haima Family
La Haima Family est une berline du constructeur automobile chinois Haima.

## Ventes
70 000 exemplaires en 2009[réf. nécessaire]